# Mùa bão Tây Bắc Thái Bình Dương 1982
Mùa bão Tây Bắc Thái Bình Dương 1982 không có giới hạn chính thức, nó diễn ra suốt năm 1982. Trung bình, hầu hết xoáy thuận nhiệt đới có xu hướng hình thành trên Tây Bắc Thái Bình Dương trong khoảng giữa tháng 5 và tháng 11. Những thời điểm quy ước phân định khoảng thời thời gian tập trung nhiều nhất số lượng xoáy thuận nhiệt đới hình thành mỗi năm trên Tây Bắc Thái Bình Dương. Phạm vi của bài viết chỉ giới hạn ở Thái Bình Dương, khu vực nằm phía Bắc xích đạo và phía Tây đường đổi ngày quốc tế. Những cơn bão hình thành ở khu vực phía Đông đường đổi ngày quốc tế và phía Bắc xích đạo được gọi tên tiếng Anh là "hurricane" khi vận tốc gió duy trì 1 phút tối đa đạt từ 75 dặm/giờ trở lên (tương đương với bão cuồng phong - typhoon trên Tây Bắc Thái Bình Dương).
Những cơn bão nhiệt đới hình thành trên toàn khu vực Tây Bắc Thái Bình Dương sẽ được đặt tên bởi Trung tâm Cảnh báo Bão Liên hợp (JTWC). Xoáy thuận nhiệt đới hình thành hoặc đi vào khu vực theo dõi của Philippines cũng được đặt tên bởi Cục quản lý Thiên văn, Địa vật lý và Khí quyển Philippines (PAGASA). Điều này dẫn đến kết quả là cùng một xoáy thuận nhiệt đới có thể có hai tên gọi khác nhau.
Xoáy thuận nhiệt đới đầu tiên của mùa bão hình thành vào ngày 16 tháng 3 và xoáy thuận cuối cùng tan trong ngày 12 tháng 12. Có tổng cộng 29 áp thấp nhiệt đới hình thành trong năm trên Tây Bắc Thái Bình Dương, 25 trong số chúng đã trở thành những cơn bão nhiệt đới, 19 đạt cường độ bão cuồng phong, và 2 đạt cường độ siêu bão. Hai phần ba tổng số xoáy thuận nhiệt đới hình thành trong khoảng thời gian giữa tháng 7 và tháng 10. Bão Pamela là xoáy thuận nhiệt đới tồn tại lâu nhất của mùa bão. Có 16 xoáy thuận đã tấn công đất liền, 8 trong số chúng di chuyển qua Philippines. Lượng mưa do các xoáy thuận nhiệt đới gây ra chiếm khoảng 35% tổng lượng mưa trên khắp Hong Kong trong năm 1982, con số cao thứ 5 từng được ghi nhận tại thời điểm đó. Gần một nửa số trường hợp thiệt mạng trong mùa bão là do cơn bão Nancy khi nó di chuyển qua Philippines và Việt Nam trong tháng 10.

## Tóm lược mùa bão
Tổng cộng có 28 áp thấp nhiệt đới hình thành trong năm trên Tây Bắc Thái Bình Dương, 26 trong số chúng trở thành những cơn bão nhiệt đới, 19 đạt cường độ bão cuồng phong, và 2 đạt cường độ siêu bão. Trong tháng 3 đã có ba xoáy thuận nhiệt đới hình thành (nhiều nhất kể từ năm 1967), tháng 5 có một, tháng 6 ba, tháng 7 bốn, tháng 8 năm, tháng 9 sáu, tháng 10 bốn, tháng 11 một, và tháng 12 một. Bão Pamela (Aning) là xoáy thuận nhiệt đới tồn tại lâu nhất của mùa bão. Có 16 xoáy thuận nhiệt đới đổ bộ lên đất liền, 8 trong số chúng di chuyển qua Philipines, bốn tấn công Trung Quốc, ba tác động đến Việt Nam, và ba vượt qua Nhật Bản. Các xoáy thuận nhiệt đới đã đóng góp lượng mưa chiếm 35% trong tổng lượng mưa tại Hong Kong năm 1982, con số lượng mưa đóng góp cao thứ 5 từng ghi nhận tại thời điểm đó.
Từ giữa đến cuối tháng 3, bão nhiệt đới Mamie đã di chuyển qua vùng nhiệt đới Tây Thái Bình Dương, sau đó tấn công Philippines và Việt Nam. Bão Nelson hình thành không lâu sau khi Mamie xuất hiện, trở thành cơn bão cuồng phong đầu tiên của mùa bão; và nó đã đi chuyển về phía Tây qua miền Nam Philippines trước khi tan trên Biển Đông gần đất liền Việt Nam trong cuối tháng 3. Odessa hình thành xa ngoài khơi, đi lang thang trên Tây Bắc Thái Bình Dương trước khi tan vào đầu tháng 4, kết thúc tháng 3 hoạt động mạnh nhất kể từ năm 1967. Pat hình thành vào giữa tháng 5, tiếp cận Philippines trước khi trở thành một xoáy thuận ngoại nhiệt đới ngoài khơi Nhật Bản trong cuối tháng. Ruby đã di chuyển qua khu vực quần đảo Marianas trong cuối tháng 6, cuối cùng trở thành một xoáy thuận ngoại nhiệt đới trên vùng biển phía Đông Nhật Bản.

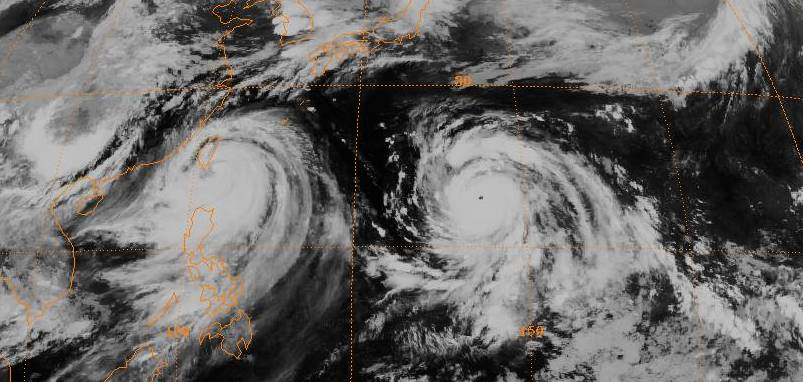
Ảnh vệ tinh của Bão Andy (trái) và Bess (phải) tại thời điểm 1500 UTC ngày 28 tháng 7.

Bão nhiệt đới Tess trở thành xoáy thuận nhiệt đới đầu tiên của mùa bão hình thành trên Biển Đông trong cuối tháng 6, nó đã suy yếu trong đầu tháng 7 trước khi tiến tới Đài Loan. Cơ quan Khí tượng Nhật Bản (JMA) tuyên bố rằng Val là một sự tiếp nối của Tess, cơn bão di chuyển theo hướng Bắc - Đông Bắc từ khu vực Đài Loan đến vùng biển phía Nam Nhật Bản trong đầu tháng 7. Skip hình thành ngay phía trước Tess, di chuyển theo hướng Bắc - Đông Bắc trên khu vực cách xa Nhật Bản về phía Nam trong cuối tháng 6 đầu tháng 7. Trong giữa tháng 7, bão nhiệt đới Winona đã di chuyển theo hướng Tây - Tây Bắc qua vùng miền Bắc Philippines và vượt đảo Hải Nam đổ bộ vào miền Nam Trung Quốc trước khi tan. Bão Andy hình thành trên vùng biển phía Nam Guam, di chuyển theo hướng Tây - Tây Bắc qua Đài Loan và đổ bộ vào Trung Quốc vào cuối tháng 7. Rãnh gió mùa đã sản sinh ra Andy cũng đã tạo ra Bess, siêu bão đầu tiên của mùa bão, nó di chuyển chủ yếu theo hướng Tây Bắc và cuối cùng đã đổ bộ vào Nhật Bản trong tháng 8.
Cecil hình thành trên vùng biển phía Đông Bắc Philippines, nó di chuyển lên phía Bắc ngoài khơi Đài Loan và vùng Hoa Đông trước khi đi vào Triều Tiên trong giữa tháng 8. Hình thành ở phía Đông Cecil, Dot di chuyển theo hướng Tây - Tây Bắc, đổ bộ Nam Đài Loan và vùng Đông Nam Trung Quốc cũng trong giữa tháng 8. Cùng thời điểm, Ellis đã hình thành xa phía Đông Philippines, nó vòng lên phía Bắc và đi vào miền Nam Nhật Bản trong cuối tháng. Trong khoảng cuối tháng 8 đầu tháng 9, bão Faye đã đi lòng vòng trên khu vực giữa Đài Loan và miền Trung Philippines, một phần là do tác động của cơn bão Gordon ở phía Bắc - Đông Bắc. Gordon đã vòng lại ngoài khơi Nhật Bản trong cuối tháng 8 đầu tháng 9.
Đầu tháng 9, bão nhiệt đới Hope đã đi qua Biển Đông đổ bộ vào Việt Nam. Trong khoảng giữa tháng 9, Irving di chuyển qua miền Trung Philippines và đảo Hải Nam trước khi tan trên khu vực Đông Nam Trung Quốc. Cùng thời điểm, Ken hình thành trên vùng biển Đông Bắc Philippines, nó đã vòng lại và đi qua miền Nam Nhật Bản trong cuối tháng 9. Cũng trong giữa tháng 9, bão nhiệt đới Lola đã hình thành và di chuyển xa ngoài khơi đất liền châu Á. Áp thấp nhiệt đới 22 là một hệ thống tồn tại ngắn, nó di chuyển theo hướng Tây Bắc trên vùng biển ngoài khơi phía Đông Philippines và phía Nam Nhật Bản trong ngày 21 và 22 tháng 9. Mac, siêu bão thứ hai của mùa bão, đã vòng lại ngoài khơi vùng Đông Nam Nhật Bản trong đầu tháng 10.
Nancy là một cơn bão có quỹ đạo di chuyển gần như theo đường thẳng, nó đi về hướng Tây vượt qua vùng miền Bắc Philippines và qua sát phía Nam đảo Hải Nam, cuối cùng đổ bộ vào miền Bắc Việt Nam. Áp thấp nhiệt đới 25 hoạt động rất giống với áp thấp nhiệt đới 22, tồn tại ngắn và di chuyển theo hướng Tây Bắc ngoài khơi phía Đông Philippines và phía Nam Nhật Bản trong giữa tháng 10. Khoảng giữa và cuối tháng 10, bão Owen đã đi lòng vòng trên vùng biển Đông Nam Nhật Bản. Bão Pamela di chuyển chủ yếu về phía Tây, vượt qua miền Trung Philippines với cường độ bão cuồng phong trong đầu tháng 12. Roger là xoáy thuận nhiệt đới cuối cùng của mùa bão, nó đã di chuyển theo hướng Tây Bắc dọc theo vùng Đông Bắc Philippines trong giữa tháng 9 trước khi tan trên vùng biển phía Nam Đài Loan.

## Các cơn bão

### Bão Mamie (Akang) - bão số 1
Một vùng mây dông đã được phát hiện lần đầu vào ngày 7 tháng 3 trên khu vực ngay phía Nam xích đạo gần kinh tuyến 150°Đ. Trong vài ngày tiếp theo, vùng nhiễu động đã vượt xích đạo và di chuyển lên phía Bắc. Đến ngày 14 tháng 3, vị trí của nó lúc này cách Truk khoảng 190 km (120 dặm) về phía Đông - Đông Nam. Sau khi chuyển hướng Tây, hệ thống đã trở thành một cơn bão nhiệt đới trong chiều ngày 16 tháng 3. Sự tăng cường độ diễn ra khá chậm và quá trình này đã dừng lại khi Mamie đổ bộ vào Mindanao trong ngày 19. Thiệt hại về cây trồng và tài sản là trên diện rộng, cùng với đó là 45 trường hợp thiệt mạng do cơn bão. Mamie đi vào biển Sulu với cường độ bão nhiệt đới, và khi tiến vào Biển Đông nó di chuyển chủ yếu theo hướng Tây - Tây Bắc, đổ bộ lên đất liền gần Nha Trang, Việt Nam trong cuối ngày 24. Hệ thống đã tan hoàn toàn trên khu vực vùng núi vào ngày 25 tháng 3.

### Bão Nelson (Bising) - bão số 2
Nelson là cơn bão thứ hai trong ba cơn bão xuất hiện sớm đầu mùa bão, một hệ thống hình thành ở vùng vĩ độ thấp phía Đông Nam Guam. Từ một vùng nhiễu động nhiệt đới, Nelson đã mạnh lên nhanh chóng thành một cơn bão nhiệt đới, nguyên nhân do phân kỳ gió ở trên cao rất mạnh. Những cơn gió Đông mạnh ở mực thấp và tốc độ di chuyển nhanh về phía Tây của cơn bão đã dẫn đến một sự phát triển chậm sau đó. Nhưng kể từ sau ngày 22 tháng 3, tốc độ di chuyển đã dần chậm lại và quá trình tăng cường độ được phục hồi. Nelson đạt cường độ tối đa trong ngày 25. Vào ngày 27, cơn bão di chuyển qua vùng Nam miền Trung Philippines và suy yếu một cách nhanh chóng. Đã có 56 trường hợp thiệt mạng trên khắp Philippines do Nelson.
Khi tâm bão tiến vào Biển Đông, một sự tăng cường nhẹ trở lại đã diễn ra. Tuy nhiên, đến ngày 30 tháng 3, độ đứt gió trên tầng cao khiến Nelson suy yếu trầm trọng, với tâm hoàn lưu mực thấp bị phơi ra và cuối cùng cơn bão đã tan trong ngày 1 tháng 4 trên vùng biển cách Nha Trang, Việt Nam khoảng 445 km (227 dặm) về phía Đông.

### Bão Odessa
Một vùng mây dông bất tổ chức đã được ghi nhận quanh khu vực có tọa độ gần 2°B 159°Đ trong ngày 26 tháng 3. Hệ thống di chuyển theo hướng Tây Bắc, và trong vài ngày tiếp theo một tâm hoàn lưu đã phát triển trong cụm mây đối lưu. Vào chiều ngày 29 tháng 3, hệ thống đã phát triển thành một cơn bão nhiệt đới. Không lâu sau, một rãnh ở mực trung mở rộng về phía Tây Nam hướng gần tới cơn bão, kết hợp với áp cao cận nhiệt mạnh hình thành ở phía Bắc đến Tây Bắc, khiến Odessa chấm dứt quỹ đạo di chuyển Tây Bắc và đổi sang hướng Đông với vận tốc khoảng 19 km/giờ trong suốt hai ngày 30 và 31. Khi rãnh ở mực trung tiếp tục di chuyển về phía Đông, Odessa đã chuyển lại hướng Bắc, và cuối cùng là Tây - Tây Bắc, do áp cao cận nhiệt mới hình thành lại ở phía Bắc cơn bão. Sau khi chuyển diễn biến sang phía Tây, sự tăng cường độ được phục hồi, và hệ thống đã mạnh lên thành một cơn bão cuồng phong trong chiều ngày 2 tháng 4. Vào thời điểm Odessa đạt đỉnh, một phần suy yếu trong áp cao cận nhiệt đã lôi kéo đối lưu của nó di chuyển về phía Đông Bắc, khiến mây dông bị cắt rời ra xa khỏi trung tâm. Và một quá trình suy yếu nhanh chóng đã diễn ra sau đó, dẫn đến sự tan biến của Odessa trong chiều ngày 4 tháng 4.
Diễn biến của cơn bão đã kết thúc một tháng ba có xoáy thuận nhiệt đới hoạt động mạnh nhất trên Tây Bắc Thái Bình Dương kể từ năm 1967. Odessa là trường hợp độc nhất theo quan điểm khí hậu học, di chuyển thất thường từ Đông sang Tây trong một khu vực mà xoáy thuận nhiệt đới thường được biết đến có quỹ đạo đi lên phía Bắc trong tháng 3.

### Bão Pat (Klaring)
Pat đã trở thành một xoáy thuận nhiệt đới đơn độc trên Tây Bắc Thái Bình Dương trong suốt khoảng thời gian 2 tháng kể từ lúc Odessa tan cho đến khi Ruby hình thành. Vào ngày 14 tháng 5 một vùng nhiễu động đã phát triển trên khu vực cách Guam về phía Tây Nam. Đến ngày 17 hệ thống đã có tổ chức đủ để được phân loại là một áp thấp nhiệt đới. Di chuyển theo hướng Tây cho đến chiều ngày 18 tháng 5, Pat đột ngột chuyển diễn biến lên phía Bắc, đi xuyên qua phần bị phá vỡ của áp cao cận nhiệt, song song và gần đất liền Philippines. Quá trình tăng cường độ nhanh chóng diễn ra sau đó, và Pat đạt đỉnh vào cuối ngày 21. Khi Pat chuyển hướng Đông Bắc, độ đứt gió theo chiều thẳng đứng bắt đầu làm suy yếu cơn bão. Trường gió dần mở rộng khi quá trình chuyển đổi thành một hệ thống ngoại nhiệt đới bắt đầu. Vào trưa ngày 23 tháng 5, Pat đã trở thành một xoáy thuận ngoại nhiệt đới cùng một ranh giới front (Frông); với không khí lạnh, khô đã bao bọc lấy trung tâm của nó. Xoáy thuận này cuối cùng đã bị hấp thụ trong ngày 24 bởi một hệ thống lớn hơn trên khu vực gần Nhật Bản.

### Bão Ruby
Một vùng mây dông nhỏ tồn tại trên khu vực cách Guam khoảng 600 km (370 dặm) về phía Đông Nam đã được thông báo đến vào ngày 18 tháng 6. Di chuyển về phía Tây, hệ thống đã không có bất kỳ sự phát triển đáng kể nào cho đến ngày 20 khi nó đi qua vùng biển phía Nam rạn san hô vòng Ulithi. Dòng dẫn sụp đổ, và hệ thống đã trôi dạt trên khu vực giữa Ulithi và Yap trong vài ngày tiếp theo. Vào sáng ngày 21 tháng 6, hệ thống đã mạnh lên thành một cơn bão nhiệt đới, nó trôi dạt về phía Tây Bắc rồi Bắc, sau đó là Đông Bắc hướng đến Guam. Sau khi tách ra khỏi rãnh gió mùa, Ruby đã tăng cường thêm trong ngày 23. Quá trình tăng cường độ ổn định tiếp tục diễn ra, và Ruby tăng tốc đi lên phía Bắc, trở thành một cơn bão cuồng phong trong chiều ngày 24. Đến ngày 27, Ruby đã chuyển đổi thành một xoáy thuận ngoại nhiệt đới, và nó gần như đứng yên trên khu vực phía Đông Hokkaidō trong vài ngày tiếp theo. Đã có hai con tàu cùng tổng số thủy thủ đoàn 42 người bị mắc kẹt ngoài khơi bờ biển Honshu trong bão. 19 thành viên của tàu No. 10 Soichi-Maru đã được giải cứu trong khi 23 thủy thủ trên tàu No. 8 Takojima-Maru vẫn mất tích.
Những cơn mưa lớn đã xảy ra tại khắp các khu vực mà cơn bão đi qua. Đảo Yap đã nhận được mưa với lượng 594,4 mm. Koror, thuộc Palau, ghi nhận được lượng mưa 277 mm. Tại Căn cứ Không quân Anderson ở Guam đã đo được một lượng mưa là 184,2 mm.

### Bão Tess–Val (Deling) - bão số 3
Vào cuối tháng 6, vùng nhiễu động ban đầu đã hình thành trên Biển Đông và nó là một vùng thấp gió mùa (monsoon depression). Đến ngày 27 tháng 6, một hoàn lưu mực thấp yếu đã hình thành, nhưng đối lưu vẫn còn tách xa khỏi tâm hoàn lưu. Hai ngày sau, đối lưu đã trở nên gần với trung tâm hơn và hệ thống đã có đủ tư cách để được phân loại là một áp thấp nhiệt đới. Đã không có sự phát triển nào trong suốt ngày 30 khi áp thấp nhiệt đới di chuyển lên phía Bắc. Sau đó hệ thống chuyển hướng Đông - Đông Bắc, đi song song dọc theo đường bờ biển Trung Quốc. Khi mà những cơn gió đạt vận tốc tương đương bão nhiệt đới được quan sát thấy ở Hong Kong, hệ thống đã được nâng cấp lên thành bão nhiệt đới vào cuối ngày 30. Gió giật 98 km/giờ và mưa với lượng 279,2 mm từ cơn bão đã được ghi nhận tại một số địa điểm. Sau đó Tess suy yếu nhanh chóng trở lại thành áp thấp nhiệt đới vào sáng sớm ngày 1 tháng 7 và tan khi nó tiếp cận eo biển Đài Loan.
Cơ quan Khí tượng Nhật Bản tuyên bố rằng Val là một sự tiếp nối của Tess, cơn bão này di chuyển theo hướng Đông - Đông Bắc từ Đài Loan đến vùng biển Nam Nhật Bản trong đầu tháng 7. Trung tâm hoàn lưu của nó đã đi dọc theo một dải mây giống front ở phía Đông Đài Loan trong ngày mùng 1. Tại thời điểm đó, đối lưu cô lập đã được quan sát thấy gần tâm vùng thấp. Vào ngày 3 tháng 7, khi đối lưu sâu hơn đã hình thành, Val được xem như là có vẻ đã trở thành một cơn bão nhiệt đới. JTWC thì lại xem nó là một xoáy thuận cận nhiệt đới. Hệ thống sau đó tăng tốc về phía Đông Bắc, và đến ngày 4 tháng 7 khi mà tất cả đối lưu trung tâm biến mất thêm một lần nữa, nó đã được nhận định là một xoáy thuận ngoại nhiệt đới vào cuối buổi sáng hôm đó.

### Bão nhiệt đới Skip
Skip hình thành từ một vùng nhiễu động nhiệt đới nằm ở vị trí có tọa độ gần 20°B 124°Đ trong ngày 26 tháng 6. Thời điểm đó, có một rãnh thấp mạnh nối liền Ruby với Skip, và khi Ruby trở thành xoáy thuận ngoại nhiệt đới rãnh thấp này đã dần trải qua quá trình biến đổi thành front. Vào cuối buổi sáng ngày 30 tháng 6, Skip đã mạnh lên thành bão nhiệt đới và tăng tốc về phía Đông Bắc với đối lưu hạn chế gần trung tâm, và nó được JTWC xem là một xoáy thuận cận nhiệt đới trong bản báo cáo thường niên của họ. Đến ngày 2 tháng 7, đối lưu ít ỏi gần trung tâm của Skip biến mất, và nó đã trở thành một xoáy thuận ngoại nhiệt đới.

### Bão Winona (Emang) - bão số 4
Độ đứt gió theo chiều thẳng đứng từ trung bình đến cao ở phần Đông Bắc đã kìm hãm sự phát triển của Winona trong suốt quãng đời của nó. Trong khoảng giữa ngày 10 và 12 tháng 7, vũng nhiễu động tiền thân của cơn bão di chuyển về phía Tây và ít phát triển. Nhưng những quan trắc từ Yap trong cuối ngày 12 đã xác nhận sự tồn tại của một tâm hoàn lưu mực thấp đang phát triển, và hệ thống đã được nâng cấp lên thành áp thấp nhiệt đới tại thời điểm đó. Di chuyển theo hướng Tây - Tây Bắc dọc theo rìa phía Nam của áp cao cận nhiệt, Winona đã đổ bộ lên Luzon trong chiều ngày 15 tháng 7. Tổng lượng mưa đo được tại Căn cứ Không quân Clark là 81,5 mm  và tổn thất ở đây là 250.000 USD (USD 1982). Ở Philippines, lũ lụt do bão đã khiến hai người chết và 5.000 người mất nhà cửa. Sau khi tăng cường trở lại trên Biển Đông, Winona đạt đỉnh vào chiều ngày 16 tháng 7. Sau đó, đứt gió đã tác động và cơn bão bắt đầu suy yếu. Sang ngày 17, tâm hoàn lưu mực thấp của nó bị lộ ra (exposed), và hệ thống đã tan trong ngày 18 trước khi tiến tới được bờ biển Trung Quốc/Việt Nam. Gió giật với vận tốc 93 km/giờ đã đo được tại Tate's Cairn (một đỉnh núi ở Hong Kong).

### Bão Andy (Iliang)
Hệ thống hình thành trên rìa phía Bắc của một rãnh gió mùa nằm ở khu vực phía Nam Guam. Trước đó, tồn tại những cơn gió Tây ở mực thấp thổi đều đặn trên khu vực phía Nam vĩ tuyến 10°B về phía Đông, hướng về phía đường đổi ngày quốc tế. Vào ngày 20 tháng 7, rãnh gió mùa đã phân cắt, với phần trung tâm sản sinh ra Andy (Bess hình thành từ phần phân cắt phía Đông). Đến ngày 22, mây dông đã tăng cường tổ chức trên khu vực phía Nam Guam và vào sáng ngày hôm đó, hệ thống đã trở thành một cơn bão nhiệt đới. Một thời gian ngắn sau, trong ngày 23, trung tâm hoàn lưu của Andy trở nên bị lộ ra trước khi nó trôi dạt trở lại phía dưới mây dông. Sau khi đi vòng một vòng trên khu vực phía Nam Guam, cơn bão đã di chuyển theo hướng Tây Bắc và mạnh lên. Vào ngày 25, Andy chuyển hướng Tây khi nó ở vị trí có vĩ độ gần 18°B, do áp cao cận nhiệt ở phía Đông Bắc cơn bão đã mạnh lên. Hệ thống đã trở thành một cơn bão mạnh trong khoảng thời gian từ ngày 28 đến ngày 29 trước khi nó tấn công vùng Nam Đài Loan.
Tại Hong Kong, những cơn mưa lớn đã xảy ra với lượng 205,3 mm đo được ở Tate's Cairn. Mưa lớn cũng đã diễn ra tại vùng Đông Đài Loan, nơi mà lũ đã tập hợp những tổn thất mà nó cuốn trôi. Cơn bão sau đó tiếp tục di chuyển theo hướng Tây Bắc, vượt qua eo biển Đài Loan, đổ bộ lần cuối cùng và tan trên đất liền vùng Đông Nam Trung Quốc. Andy đã khiến 13 người thiệt mạng trên khắp Đài Loan.

### Bão Bess
Một rãnh gió mùa đã sản sinh ra một áp thấp nhiệt đới trên khu vực gần rạn san hô vòng Kwajalein trong ngày 22 tháng 7. Di chuyển theo hướng Tây Bắc, áp thấp nhiệt đới đã mạnh lên thành một cơn bão nhiệt đới trong ngày 23 và bão cuồng phong trong ngày 24. Sau đó, khi cường độ vẫn giữ ở mức bão cuồng phong với vận tốc gió 170 km/giờ, một rãnh thấp ngắn đã buộc Bess di chuyển xuống phía Đông Nam. Cơn bão đã thực hiện vòng lặp trong quỹ đạo và ít di chuyển cho đến khi một rãnh thấp ngắn khác dẫn nó đi lên phía Tây Bắc. Sau đó Bess tăng cường nhanh chóng thành một siêu bão với vận tốc gió 260 km/giờ (160 dặm/giờ), tiếp theo nó đã suy yếu khi tiếp tục di chuyển xa hơn về phía Tây Bắc. Vào ngày 1 tháng 8 Bess đổ bộ vào Nhật Bản với cường độ bão cấp 1, và nó đã bị hấp thụ bởi một vùng áp suất thấp trên biển Nhật Bản trong ngày hôm sau. Cơn bão đã gây ra những trận lở đất nghiêm trọng tại Nhật Bản, gây thiệt hại lớn và khiến 59 người thiệt mạng. Cái tên Bess đã bị khai tử sau mùa bão.

### Bão Cecil (Loleng)
Một hoàn lưu mực thấp trên khu vực cách Chuuk về phía Bắc đã dần tổ chức thành một áp thấp nhiệt đới trong ngày 4 tháng 8. Sau khi di chuyển nhanh về phía Tây, áp thấp nhiệt đới ngừng lại và di chuyển rất chậm trong hai ngày mùng 5 và mùng 6, mạnh lên thành bão nhiệt đới và đến ngày mùng 7 nó đã trở thành một cơn bão cuồng phong. Không lâu sau, Cecil chuyển hướng Bắc, tăng cường nhanh chóng thành một cơn bão cấp 4 với vận tốc gió 232 km/giờ trong ngày mùng 8 trên vùng biển ngoài khơi phía Đông Đài Loan. Tiếp tục di chuyển lên phía Bắc, nhiệt độ nước biển lạnh và độ đứt gió theo chiều thẳng đứng đã làm suy yếu Cecil, và khi vận tốc gió giảm chỉ còn 65 km/giờ, nó đổ bộ vào Bắc Triều Tiên trong ngày 14 tháng 8. Mặc dù đã suy yếu đi nhiều, cơn bão đã đem đến mưa lớn, gây lũ lụt nghiêm trọng khiến 54 người chết và tổn thất lên đến hàng triệu USD.

### Bão Dot (Miding)
Một hoàn lưu yếu đã hình thành trên khu vực gần rạn san hô vòng Kwajalein trong ngày 5 tháng 8. Trong vài ngày tiếp theo, vùng thấp di chuyển theo hướng Tây Bắc. Hệ thống phát triển một cách chậm chạp, và đến sáng ngày mùng 9 nó đã trở thành một áp thấp nhiệt đới, và là bão nhiệt đới vào tối hôm đó. Vào ngày 11 nó trở thành bão cuồng phong và di chuyển về phía Tây dưới sự chi phối của áp cao cận nhiệt. Đến ngày 13, khi mà ảnh hưởng từ cơn bão Cecil đã giảm bớt, Dot chấm dứt quá trình suy yếu. Trong ngày 15 Dot nhanh chóng vượt qua Đài Loan với cường độ bão nhiệt đới, và nó đã suy yếu trầm trọng khi ở trên địa hình núi của hòn đảo. Cơn bão tiếp tục vượt qua eo biển Đài Loan và tan không lâu sau khi đổ bộ vào Trung Quốc.  Tại Hong Kong, Dot đã đem đến mưa với lượng 491,7 mm, cao thứ 8 tính đến thời điểm năm 2005.

### Bão Ellis (Oyang)
Một vùng nhiễu động đã xuất hiện trong một rãnh gió mùa trên khu vực phía Nam Ponape trong ngày 15 tháng 8. Di chuyển theo hướng Tây - Tây Bắc, hệ thống phát triển một cách khiêm tốn; đến sáng ngày 19 nó đã được phân loại là một áp thấp nhiệt đới, và là bão nhiệt đới vào tối hôm đó. Sau khi chuyển quỹ đạo sang Tây Bắc, Ellis đã mạnh lên thành một cơn bão cuồng phong trong sáng ngày 21, và sang ngày 22 nó trở thành một cơn bão lớn (major - bão cấp 3 trở lên trong thang Saffir-Simpson). Sau đó, một rãnh ở mực trung di chuyển vào biển Hoàng Hải khiến Ellis vòng nhẹ sang hướng Bắc rồi Bắc - Đông Bắc. Sau khi đi qua vùng biển phía Đông Okinawa trong ngày 25, cơn bão hướng lên phía Bắc tiến đến Nhật Bản. Ellis di chuyển qua Kyūshū, Shikoku, và Honshū, và suy yếu thành một cơn bão nhiệt đới. Những trận mưa lớn với lượng lên tới 711 mm gây ngập lụt miền Nam Nhật Bản, khiến cuộc sống của người dân ở khu vực này bị ngừng trệ. Đã có năm người thiệt mạng trên toàn Nhật Bản. Vào ngày 27, Ellis đi vào biển Nhật Bản, biến đổi thành một xoáy thuận ngoại nhiệt đới và chuyển hướng sang Tây Bắc. Hệ thống cuối cùng tan trên khu vực cách Vladivostok khoảng 220 km về phía Tây.

### Bão Faye (Norming)
Một vùng nhiễu động nhiệt đới yếu đã di chuyển hướng tới vùng miền Nam Philippines trong ngày 16 tháng 8. Hoàn lưu mực thấp của nó là dễ dàng có thể xác định, kể từ khi nó bị lộ ra (exposed), tách rời khỏi mây đối lưu. Hệ thống dần tổ chức lại trên Biển Đông, trở thành một áp thấp nhiệt đới vào buổi trưa, và bão nhiệt đới trong buổi chiều ngày 21. Đến đêm ngày 22 nó đã mạnh lên thành bão cuồng phong. Là một cơn bão có kích thước nhỏ, Faye đã di chuyển lên phía Bắc trong ngày 24 do sự suy yếu của áp cao trên đất liền Trung Quốc. Tối ngày hôm đó, Faye đạt cường độ tối đa. Sang sáng sớm ngày hôm sau, cơn bão tấn công Luzon và suy yếu nhanh chóng. Trạm Không quân Wallace báo cáo gió giật lên tới 190 km/giờ trong suốt quãng thời gian Faye đi qua. Đã có 32 người thiệt mạng tại Philippines do Faye.
Sau khi vòng lại phía Đông Bắc, Faye tiếp tục suy yếu do chịu tác động của độ đứt gió theo chiều thẳng đứng được tạo ra từ cơn bão Ellis, và phân tán khi là một xoáy thuận nhiệt đới trong chiều ngày 27 tháng 8. Lúc là một áp thấp nhiệt đới đã suy yếu, Faye đã di chuyển theo hướng Đông - Đông Bắc trong một khoảng thời gian trước khi trở nên bị đình trệ giữa một rãnh ở mực trung và một cơn bão nhiệt đới mới phát triển, bão Gordon. Đến khi Ellis đi lui lên phía Bắc, Faye bắt đầu tái tổ chức, mạnh lên thành bão nhiệt đới trong sáng sớm ngày 28 và bão cuồng phong trong đêm hôm đó. Một giai đoạn suy yếu mới lại bắt đầu do tác động từ dòng thổi ra của cơn bão Gordon, và Faye giảm cấp xuống thành bão nhiệt đới trong sáng sớm ngày 30. Sang ngày 31, một áp cao cận nhiệt hình thành ở phía Bắc Faye khiến quỹ đạo của nó thay đổi thành Đông Nam, khi cơn bão đang ngày một suy yếu thêm. Chiều hôm đó Faye trở thành áp thấp nhiệt đới, và nó đã trôi dạt về phía Tây trong vài ngày tiếp theo với một hoàn lưu mực thấp bị lộ ra. Áp thấp nhiệt đới cuối cùng đã tan trên Biển Đông trong chiều ngày 3 tháng 9.

### Bão Gordon
Vùng nhiễu động ban đầu - tiền thân của Gordon đã phát triển trong một rãnh gió mùa trên khu vực ngay phía Tây đường đổi ngày quốc tế. Một hoàn lưu bề mặt liên kết với mây đối lưu đã phát triển trong ngày 25, tại vị trí có tọa độ gần 8°B 163°Đ. Di chuyển theo hướng Tây Bắc, quá trình tăng cường nhanh chóng bắt đầu từ sáng sớm ngày 27, và hệ thống đã trở thành áp thấp nhiệt đới trong buổi sáng và bão nhiệt đới vào buổi chiều hôm đó. Sang sáng ngày 28 Gordon đã là một cơn bão cuồng phong, và nó đạt cường độ tối đa vào sáng sớm ngày 30. Sau đó, một áp cao cận nhiệt hình thành ở phía Bắc đã dẫn Gordon đi về hướng Tây cho đến ngày 3 tháng 9, khi mà chuyển động của nó trở nên chậm lại. Với việc có một rãnh thấp ngắn mạnh lên ở phía Tây Bắc Gordon, cơn bão đã chuyển hướng đi lên phía Bắc. Vào ngày 4 tháng 9, Gordon tăng tốc về phía Đông Bắc, đi qua khu vực cách Tokyo khoảng 480 km (300 dặm) về phía Đông Nam, và sau đó trở thành một xoáy thuận ngoại nhiệt đới trong chiều ngày 5 tháng 9.

### Bão Hope (Pasing) - bão số 5
Một áp thấp gió mùa đã hình thành trên Biển Đông trong ngày 3 tháng 9. Sau đó nó mạnh lên, trở thành một cơn bão nhiệt đới vào cuối ngày mùng 4. Di chuyển nhanh về phía Tây, cơn bão đã đổ bộ lên vùng ven biển phía Nam Đà Nẵng, đi vào khu vực địa hình núi thuộc lãnh thổ Lào và Việt Nam rồi tan nhanh chóng. Lũ lụt nghiêm trọng đã khiến hàng ngàn người phải đi di tản và gây thiệt hại đến mùa màng, lúa gạo.

### Bão Irving (Ruping) - bão số 6
Một rãnh gió mùa hoạt động tồn tại trên khu vực phía Nam Guam. Vào cuối ngày 4 tháng 9, một vùng thấp trên bề mặt đã xuất hiện ở vị trí có tọa độ gần 11°B 130°Đ. Đến cuối ngày hôm sau vùng thấp đã trở thành một áp thấp nhiệt đới khi nó di chuyển chủ yếu theo hướng Tây. Sang sáng ngày tiếp theo nó đã mạnh lên thành một cơn bão nhiệt đới. Vào cuối ngày 8 tháng 9, Irving tấn công cực Nam Luzon với cường độ bão nhiệt đới mạnh. Di chuyển qua quần đảo, cơn bão suy yếu nhẹ trước khi chuyển hướng Tây Bắc tiến vào Biển Đông. Irving mạnh lên trên biển, trở thành một cơn bão nhỏ gọn. Sau khi suy yếu do tương tác với đảo Hải Nam và đất liền Trung Quốc, hệ thống đã đổ bộ lên khu vực cách Hà Nội khoảng 205 km về phía Đông Bắc, rồi nhanh chóng tan khi nó tiếp tục đi sâu vào trong đất liền.
Trên toàn Philppines, Irving tàn phá 12 tỉnh thuộc vùng Nam Luzon, làm đổ cây và thổi bay nhiều mái nhà. Ngoài ra, cơn bão còn làm nhiều cây bật gốc, cắt đứt đường điện và đường liên lạc, kích hoạt lở đất và buộc một số chuyến bay nội địa phải hủy bỏ trong ngày thứ 5. Nhiều trường học đã bị đóng cửa. Irving đã phá hủy 7.890 ngôi nhà chỉ riêng tại hai tỉnh Albay và Sorsogon. Kết quả khiến 23.101 hộ gia đình, hay tương đương khoảng 138.500 người mất nhà cửa. Tổng cộng có 37 người thiệt mạng, 23 người bị thương và ba người khác được cho là mất tích. Hầu hết trường hợp thiệt mạng là do cây đổ hoặc mảnh vật thể bay. Có hai người chết do một trận lở đất ở vùng Đông Nam Manila. Bên cạnh đó, 15 người đã thiệt mạng tại thành phố Batangas, nơi mà điện và nước bị cắt trong vòng hai ngày. Tuy vậy, tổn thất đến cây trồng, đặc biệt là lúa gạo, là nhỏ. Tổng thiệt hại tại Phillipines là 13 triệu USD. Tổng thống quốc gia này đã ra lệnh mở gói cứu trợ 294.000 USD nhằm khắc phục hậu quả. Khi Irving đổ bộ vào Trung Quốc, gió giật 98 km/giờ đã đo được tại Hong Kong. Tổng cộng có 49 người thiệt mạng do cơn bão trên khắp các khu vực mà nó tác động.

### Bão Judy (Susang)
Judy hình thành gần như cùng lúc với Irving trên vùng biển phía Đông Philippines trong ngày 4 tháng 9 khi là một vùng nhiễu động nhiệt đới. Tuy nhiên, Judy mạnh lên nhanh hơn nhiều so với Irving, nó đã trở thành một áp thấp nhiệt đới trong sáng sớm ngày mùng 6, và là một cơn bão nhiệt đới vào cuối buổi sáng hôm đó. Đến ngày mùng 8 Judy đã mạnh lên thành bão cuồng phong khi đang di chuyển về phía Tây Bắc. Sang ngày hôm sau, diện mạo của Judy cho thấy nó đã cuốn phải không khí khô từ một xoáy thuận trên tầng đối lưu nhiệt đới, khi đó vùng trung tâm của nó thể hiện đặc tính mắt bão mở rộng đáng kể. Một rãnh thấp ở vĩ độ trung bình phía Nam Hàn Quốc buộc Judy di chuyển nhiều hơn lên phía Bắc, cuối cùng cơn bão đã tăng tốc hướng đến Nhật Bản trong ngày 11. Khi bão Judy với sức gió 130 km/giờ tấn công vùng Đông Nam Nhật Bản trong ngày 12 tháng 9, những trận mưa xối xả đã dẫn tới cái chết của 25 người và gây tổn thất trung bình. Quá trình chuyển đổi thành một hệ thống ngoại nhiệt đới bắt đầu vào khoảng thời gian đó, và đến ngày 13 Judy đã trở thành xoáy thuận ngoại nhiệt đới.

### Bão Ken (Tering)
Một nhiễu động đối lưu hình thành dọc theo đoạn cuối phía Tây của rãnh gió mùa trên biển Philippines đã được ghi chú lần đầu vào ngày 14 tháng 9. Đến chiều ngày 16, vùng nhiễu động đã trở thành một áp thấp nhiệt đới, và đến tối là bão nhiệt đới. Là một hệ thống nhỏ gọn, quá trình tăng cường nhanh chóng đã diễn ra, giúp Ken mạnh lên thành bão cuồng phong trong tối ngày 17 và bão cấp 3 trong ngày 18. Cơn bão đến thời điểm này bắt đầu một tiến trình di chuyển theo hướng Tây - Tây Bắc chậm kỷ lục, cuối cùng Ken dừng lại vào ngày 20 và kích thước của nó đã trở nên lớn hơn; khả năng do sự xâm lấn của không khí mát, khô từ bên ngoài. Khi mà rãnh thấp ở vĩ độ trung phía Bắc cơn bão mạnh lên, Ken khởi động về phía Đông Bắc hướng đến Okinawa. Vào ngày 23 tháng 9, Ken đã mang đến mưa đáng kể cho hòn đảo với lượng đo được tại Kadena là 282 mm. Sau đó cơn bão suy yếu do tương tác với vành đai chính của gió Tây. Ken đổ bộ vào Shikoku trong sáng sớm ngày 25 tháng 9 rồi tiếp tục tiến vào biển Nhật Bản, nơi mà nó chuyển đổi thành một xoáy thuận ngoại nhiệt đới. Là cơn bão thứ tư trong năm tấn công Nhật Bản, Ken đã gây ra gió mạnh với vận tốc lên tới 211 km/giờ và mưa với lượng 221 mm trong vòng sáu tiếng tại Shikoku. Hậu quả là những trận lở đất tác động đến hàng ngàn ngôi nhà, cùng với năm trường hợp thiệt mạng.

### Bão nhiệt đới Lola
Hình thành gần một rãnh trên tầng đối lưu (TUTT), vùng nhiễu động ban đầu - tiền thân của Lola được phát hiện lần đầu khi nó là một dải đối lưu yếu trên vùng đại dương cận nhiệt đới, gần đường đổi ngày quốc tế trong ngày 13 tháng 9. Hệ thống phát triển chậm, đến chiều ngày 15 thì nó đạt cấp độ bão nhiệt đới. Không lâu sau, Lola đã vòng lại dọc theo rìa phía Tây của áp cao cận nhiệt. Cơn bão tăng tốc trong ngày 17, và đến sáng ngày 19 Lola đã trở thành một xoáy thuận ngoại nhiệt đới.

### Áp thấp nhiệt đới 22W
22W là một hệ thống chỉ tồn tại được trong quãng thời gian ngắn, nó hình thành tiếp nối cơn bão Ken. Trên thực tế, dòng thổi ra của Ken khiến cho mây dông bị loại bỏ đáng kể khỏi tâm hoàn lưu mực thấp của áp thấp nhiệt đới trong toàn bộ thời gian nó tồn tại. Di chuyển theo hướng Tây Bắc, với việc một số lượng lớn tàu báo cáo gió đạt vận tốc 55 km/giờ đã dẫn đến dấu hiệu xuất hiện một áp thấp nhiệt đới trong ngày 21 tháng 9. Hệ thống đã không thể phát triển do độ đứt gió bất lợi duy trì bền bỉ khi nó bắt đầu di chuyển quanh rìa phía Tây của áp cao cận nhiệt. Đến chiều ngày 22 tháng 9, 22W suy yếu xuống còn một vùng áp thấp. Vùng thấp này sau đó đã phát triển thành một xoáy thuận ngoại nhiệt đới nhỏ khi nó kết nối với một front trên vùng biển Đông Nam Nhật Bản vào ngày 24 tháng 9.

### Bão Mac (Uding)
Một hoàn lưu bề mặt bền vững đã phát triển trong ngày 28 trên khu vực phía Đông Pohnpei. Vào ngày 1 tháng 10, đối lưu bắt đầu tổ chức khi điều kiện trên cao được củng cố và hệ thống đã trở thành một áp thấp nhiệt đới trong tối hôm đó. Di chuyển theo hướng Tây - Tây Bắc, Mac đã đi qua gần Guam với cường độ bão nhiệt đới trong sáng ngày 3 tháng 10. Những cơn mưa lớn và gió mạnh ở phần phía Nam của hòn đảo đã dẫn tới thiệt hại là 1,5 triệu USD (USD 1982). Sau đó, Mac mạnh lên rất nhanh, trở thành siêu bão vào ngày 5 tháng 10. Cơn bão tiếp tục vòng lên hướng Tây Bắc, đi xuyên qua phần suy yếu của áp cao cận nhiệt, rồi tăng tốc về phía Bắc - Đông Bắc và vượt qua trục của áp cao trong ngày 6 tháng 10. Mac dần suy yếu khi tiếp tục tăng tốc đi vào vành đai chính của gió Tây, và đến ngày 9 tháng 10 nó đã chuyển đổi thành một xoáy thuận ngoại nhiệt đới khi cường độ vẫn đang ở ngưỡng bão cuồng phong.

### Áp thấp nhiệt đới 25W (Yaning)
Một hoàn lưu yếu đã hình thành trên khu vực có tọa độ khoảng 18°B 141°Đ vào ngày 14 tháng 10. Hệ thống di chuyển về phía Tây và phát triển thành một áp thấp nhiệt đới trong sáng ngày 15. Nhưng tiếp đó, đối lưu gần trung tâm đã nhanh chóng suy giảm, và hệ thống trở thành một vùng xoáy thấp lộ thiên trong ngày 16. Di chuyển theo hướng Tây Bắc, trung tâm hoàn lưu mực thấp của hệ thống vẫn duy trì tình trạng tàn tạ trong hai ngày tiếp theo. Đến ngày 18, một vài dải đối lưu đã xuất hiện trở lại; nhưng sang ngày 19, với sự phát triển của cơn bão Owen, 25W đã bị hấp thụ.

### Bão Pamela (Aning) - bão số 8
Quỹ đạo và thời gian xuất hiện trong năm của Pamela rất giống với bão Manny của mùa bão Tây Bắc Thái Bình Dương 1993.

## Tên bão
Trong năm 1982, bão nhiệt đới trên Tây Bắc Thái Bình Dương được đặt tên bởi Trung tâm Cảnh báo Bão Liên hợp. Cơn bão đầu tiên được đặt tên là Mamie và cuối cùng là Roger. Hai cái tên Bess và Pamela đã bị khai tử sau mùa bão và được thay thế bằng Brenda và Peggy.
| - Andy 10W - Bess 11W - Cecil 12W - Dot 13W - Ellis 14W - Faye 15W - Gordon 16W - Hope 17W - Irving 18W - Judy 19W - Ken 20W - Lola 21W - Mac 23W - Nancy 24W - Owen 26W - Pamela 27W - Roger 28W - Sarah - Tip - Vera - Wayne | - Abby - Ben - Carmen - Dom - Ellen - Forrest - Georgia - Herbert - Ida - Joe - Kim - Lex - Marge - Norris - Orchid - Percy - Ruth - Sperry - Thelma - Vernon - Wynn | - Alex - Betty - Cary - Dinah - Ed - Freda - Gerald - Holly - Ike - June - Kelly - Lynn - Maury - Nina - Ogden - Phyllis - Roy - Susan - Thad - Vanessa - Warren | - Agnes - Bill - Clara - Doyle - Elsie - Fabian - Gay - Hal - Irma - Jeff - Kit - Lee - Mamie 1W - Nelson 2W - Odessa 3W - Pat 4W - Ruby 5W - Skip 7W - Tess 6W - Val 8W - Winona 9W |

### Philippines
Cục quản lý Thiên văn, Địa vật lý và Khí quyển Philippines (PAGASA) sử dụng một danh sách tên riêng cho xoáy thuận nhiệt đới nằm trong khu vực mà họ theo dõi. Danh sách này lặp lại với chu kỳ 4 năm. Trong danh sách năm 1982, cái tên "Atang" đã thay thế cho "Akang" và "Kading" thay thế cho "Katring". Những cái tên còn lại từng được sử dụng trong mùa bão 1978 và những cái tên không bị khai tử sau mùa bão này sẽ được sử dụng lại vào mùa bão 1986.
| - Akang 1W - Bising 2W - Klaring 4W - Deling 8W - Emang 9W | - Gading - Heling - Iliang 10W - Loleng 12W - Miding 13W | - Norming 15W - Oyang 14W - Passing 17W - Ruping 18W - Susang 19W | - Tering 20W - Uding 23W - Weling 24W - Yaning 25W - Aning 27W | - Bidang 28W - Katring (chưa sử dụng) - Delang (chưa sử dụng) - Esang (chưa sử dụng) - Garding (chưa sử dụng) |

### Số hiệu tại Việt Nam
Dưới đây là danh sách bão trên Biển Đông dược Việt Nam đánh số hiệu năm 1982 (kèm vùng đổ bộ)
- Bão số 1 (Mamie) (đổ bộ Khánh Hòa)
- Bão số 2 (Nelson) (tan ở giữa Biển Đông)
- Bão số 3 (Tess-Val) (đổ bộ Nam Trung Quốc)
- Bão số 4 (Winona) (đổ bộ Quảng Ninh)
- Bão số 5 (Hope) (đổ bộ Quảng Nam-Đà Nẵng, phần thuộc Quảng Nam ngày nay)
- Bão số 6 (Irving) (đổ bộ Quảng Ninh)
- Bão số 7 (Nancy) (đổ bộ Nghệ Tĩnh, phần thuộc Nghệ An ngày nay)
- Bão số 8 (Pamela) (tan ở Nam Biển Đông)

Bão số 1 Mamie là cơn bão đầu tiên đổ bộ Việt Nam (vào Nha Trang) trong tháng 3 kể từ khi có số liệu quan trắc. 30 năm sau, ngày 01/4/2012 bão Pakhar lại đổ bộ TPHCM. Như vậy sau 30 năm mới xảy ra một lần. Hai cơn bão đều ảnh hưởng trực tiếp đến Nam Trung Bộ và Nam Bộ. Năm 1982 cũng là lần đầu tiên ghi nhận 2 cơn bão trong tháng 3 trên Biển Đông. Bão số 7 (Nancy) là một trong những cơn bão mạnh nhất đổ bộ vào Bắc Trung Bộ.